# Arctia lutea
Arctia lutea är en fjärilsart som beskrevs av Rothschild 1914. Arctia lutea ingår i släktet Arctia och familjen björnspinnare. Inga underarter finns listade i Catalogue of Life.